# Sjöstugusjön (Lemnhults socken, Småland)
Sjöstugusjön är en sjö i Vetlanda kommun i Småland och ingår i Emåns huvudavrinningsområde. Sjön är 16,8 meter djup, har en yta på 0,0806 kvadratkilometer och befinner sig 264,1 meter över havet.

## Delavrinningsområde
Sjöstugusjön ingår i det delavrinningsområde (635271-146736) som SMHI kallar för Mynnar i Värnen. Medelhöjden är 273 meter över havet och ytan är 13,1 kvadratkilometer. Det finns inga delavrinningsområden uppströms utan avrinningsområdet är högsta punkten. Vattendraget som avvattnar avrinningsområdet har biflödesordning 4, vilket innebär att vattnet flödar genom totalt 4 vattendrag innan det når havet efter 146 kilometer. Delavrinningsområdet består mestadels av skog (83 procent). Avrinningsområdet har 0,35 kvadratkilometer vattenytor vilket ger det en sjöprocent på 2,6 procent.